# Макеніс
Макеніс (вірм. Մաքենիս) — село в марзі Гегаркунік, на сході Вірменії. Село розташоване за 16 км на південний схід від міста Варденіс, за 3 км на південь від села Лчаван та за 3 км на північний захід від села Ахпрадзор.
Макеняц Ванк був великим культурним та освітнім центром середньовічного Гегаркуніку, з церквами, що датувалися з 10 по 13 століття.